# Chiến tranh Việt – Xiêm (1833–1834)
Chiến tranh Việt – Xiêm (1833–1834) là một cuộc chiến gồm hai đợt tấn công của quân Xiêm vào lãnh thổ Việt Nam thời Nhà Nguyễn của vua Minh Mạng, đợt thứ nhất khởi đầu từ tháng 11 năm 1833, đợt thứ hai tấn công từ tháng Giêng năm Giáp Ngọ (1834), đến tháng Năm cùng năm thì kết thúc. Sau cùng, quân Việt chiến thắng. Theo Việt sử tân biên, Quyển 4, thì: 
| “              | Nhờ cuộc chiến thắng này, mà uy danh của chính quyền Việt Nam được nổi hơn bao giờ hết, các nước chư hầu càng thêm kính phục. Quốc vương Xiêm La phải cử một sứ bộ qua Huế xin giảng hòa... | ” |
| — Phạm Văn Sơn | |   |

## Bối cảnh

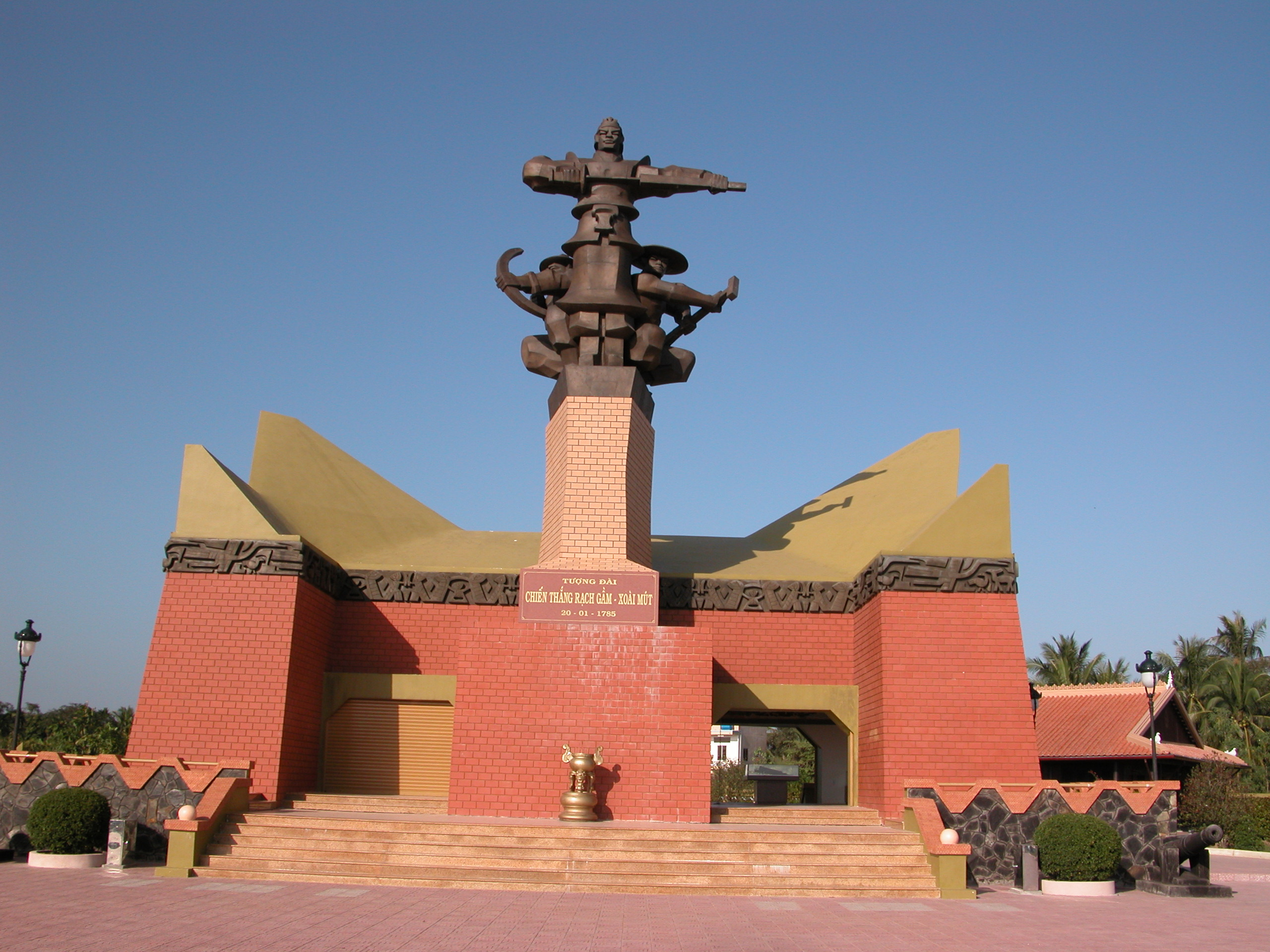
Tượng đài Rạch Gầm-Xoài Mút.

Lịch sử Xiêm vốn có quan hệ mật thiết với Campuchia (Chân Lạp), từ khi Chao Phraya Chakri lên ngôi (1782, sau đó lấy hiệu là Rama I) cho đến lúc Nguyễn Ánh xưng đế lấy hiệu là Gia Long (1802), trong giai đoạn đầu những năm 1800 này, Xiêm gần như độc quyền thao túng, chi phối tình hình chính trị quân sự ở Campuchia, trong khi Việt Nam đang trong tình trạng nội chiến giữa Nguyễn Ánh và Tây Sơn.
Năm 1796, Rama I đưa hoàng tử Ang Chan (sử nhà Nguyễn thường gọi là Nặc Chăn), con trai của vua Ang Eng, lên làm vua Campuchia khi chỉ mới 5 tuổi. Xiêm còn cử viên quan Chân Lạp thân Xiêm tên là Pok làm quan nhiếp chính cho Chân Lạp mà hầu như không gặp cản trở gì. Trước đó vua Ang Eng cũng được nuôi dưỡng tại Băng Cốc từ nhỏ, các con của ông (Ang Chan, Ang Snuong, Ang Em, Ang Duong) cũng được nuôi dưỡng bởi triều đình Băng Cốc. Một trong những chính sách thực hiện từ lâu trong lịch sử quan hệ Xiêm - Chân Lạp là nuôi dưỡng, đào tạo các hoàng tử Khmer thân Xiêm để đưa lên ngôi vua Campuchia khi có điều kiện thuận lợi nhằm gây ảnh hưởng và thao túng vương quốc này.

Kể từ thời chúa Nguyễn Phúc Chu về sau, các chúa Nguyễn dần lấy hết đất Chiêm Thành, lại lấn sang đất Chân Lạp. Do đó, theo Việt Nam sử lược thì:
Người Xiêm La có ý muốn ngăn trở để giữ lấy Chân Lạp làm của mình. Nhưng vì thế chúa Nguyễn mạnh hơn, cho nên phải chịu để chúa Nguyễn sang bảo hộ Chân Lạp. Tuy vậy nước Xiêm La thường hay dùng những người phản đối với vua Chân Lạp, rồi giúp binh lực cho về làm loạn trong nước.
Nhiều khi quân Việt phải sang đánh đuổi quân Xiêm La để giúp quốc vương Chân Lạp. Cũng có khi quân Xiêm La sang đánh ở đất Hà Tiên, như năm Ất Mùi (1715), Tân Mão (1771)... Lại có khi sang sinh sự với những nước ở Lào. Hễ khi nào Xiêm và Lào đánh nhau, thì nhà vua sai quan quân phòng giữ những chỗ biên thùy, và sang cứu viện những nước bị người Xiêm bắt nạt, như năm Đinh Hợi (1827)...
Do bị kiềm kẹp giữa hai quốc gia hùng mạnh, vua Ang Chan phải thi hành chính sách "chư hầu kép": đồng thời thần phục cả Xiêm lẫn Việt Nam. Năm 1807, Ang Chan quyết định ngã sang hẳn về phía Việt Nam bằng cách xin vua Gia Long cho thụ phong và cống nạp. Điều này được Việt Nam chấp nhận còn Xiêm tỏ ra khiên cưỡng, vì nó khiến cho ảnh hưởng của Xiêm tại Campuchia bị giảm sút nghiêm trọng. Từ thời vua Ang Eng cho đến khi vua Ang Chan lên ngôi, Xiêm đã tốn công nuôi dưỡng và xây dựng hệ thống quan lại Chân Lạp thân Xiêm, nay lại bị Việt Nam ảnh hưởng. Tuy nhiên, vua Rama I và Gia Long vốn có mối thâm tình thuở trước nên cả hai bên đã chấp nhận chia sẻ quyền lực tại Campuchia.
Sau khi vua Rama I mất (1809), vua Rama II lên nối ngôi, đã cho quân Xiêm hỗ trợ các em trai thân Xiêm của Ang Chan trở lại tranh giành ngôi vua Campuchia vào những năm 1812-1813, 1814 nhằm phá bỏ cục diện nói trên để giành lại ảnh hưởng ở Campuchia, nhưng không thành công.
Bên cạnh đó, do còn phải đương đầu với Miến Điện ở phía tây, Xiêm không tập trung sức lực trong việc cạnh tranh ảnh hưởng với Việt Nam được. Tuy nhiên sau khi Miến Điện thua Anh trong cuộc chiến 1824-1826, Xiêm quay sang bành trướng ở hướng đông.
Từ sau khi các vua Rama I, Rama II và Gia Long mất, quan hệ Xiêm - Việt không còn mối ràng buộc hữu nghị nữa. Các vua nối ngôi ở hai nước là Rama III và Minh Mạng đã đẩy quan hệ hai nước tới bờ vực chiến tranh.
Vua Xiêm mới là Rama III đã thẳng tay bình định cuộc nổi dậy của Chậu A Nụ (Anouvong, 1827-1829), biến Lào thành một tỉnh của Xiêm (1831). Đồng thời, Xiêm cũng chờ cơ hội thuận tiện để can thiệp quân sự vào Việt Nam.
Tháng 6 năm Quý Tỵ (1833), Lê Văn Khôi khởi binh chống vua Minh Mạng ở đất Gia Định. Vài tháng sau vì yếu thế, Lê Văn Khôi cho người sang cầu cứu Xiêm La. Không bỏ lỡ cơ hội, vua Rama III liền sai sai tướng (Chiêu) Phi Nhã Chất Tri (còn gọi là tướng Bodin, Chao Phraya Bodindecha) và Phi Nhã Phật Lăng (Phra Klang, Tish Bunnag) dẫn hàng ngàn quân thủy bộ chia ra làm 5 đạo sang đánh Đại Nam.

## Kế hoạch và lực lượng

### Phía Xiêm La
Gồm 5 đạo quân, có nhiệm vụ như sau:
- Đạo thứ nhất từ tỉnh Battambang[6], theo đường bộ vào Chân Lạp, chiếm Nam Vang, đi dọc sông Mê Kông xuống Châu Đốc để tới Gia Định. Đây là cánh quân quan trọng nhất, do Phi Nhã Chất Tri (Chao Phraya Bodin Decha hay còn gọi là Bodin[7]) chỉ huy gồm 40.000 quân bộ binh.
- Đạo thứ nhì tiến bằng đường thủy, từ Chanburi qua vịnh Thái Lan tiến công vào Hà Tiên, với 10.000 quân thủy do Phi Nhã Phật Lăng (còn gọi là PhraKlang[8], Prayurawongse, Tish Bunnag, Bộ trưởng bộ Ngoại giao) chỉ huy.
- Đạo thứ ba theo đường bộ đánh lấy Cam Lộ (Quảng Trị).
- Đạo thứ tư theo đường bộ đánh lấy Nghệ An.
- Đạo thứ năm theo đường bộ đánh lấy Trấn Ninh.

Tuy rằng năm đạo trên cùng tiến, nhưng chủ đích chính là đánh lấy Chân Lạp và các tỉnh thuộc miền Nam nước Việt; nên chỉ có đạo quân thứ nhất và thứ hai là đông đảo và hùng mạnh; còn các đạo khác, chỉ cốt để phân tán lực lượng của quân Việt.
Trong cánh quân do tướng Bođin chỉ huy có hai hoàng tử Campuchia là Ang Em và Ang Duong đi cùng. Họ là những người đã chạy sang Xiêm cùng với anh trai Ang Suguon (Nặc Ong Nguyên) và sống ở Băng Cốc vào năm 1812 (Ang Suguon sau đó chết ở Xiêm năm 1822). Thêm vào đó còn có sự tham gia tích cực của hai viên quan người Campuchia tên là Kâu và Preah Ang Kêv Ma  (hai người đó rời bỏ Campuchia chạy đến tị nạn ở triều đình Băng Cốc, một năm trước đó). Bốn người này cầm đầu 4 phân đội tiến công vào Campuchia. Nhiệm vụ của các đội quân này là: "quét hết quân đội Việt Nam trong đất Campuchia" rồi tuyển thêm người Khmer bổ sung cho cánh quân này, sau đó vượt Campuchia sang chiếm thành Châu Đốc nằm ở cửa kênh Vĩnh Tế để phối hợp với cánh quân thủy của PhraKlang sẽ đến đó.

### Phía Đại Nam
Vua Minh Mạng được tin báo cấp, liền xuống chiếu sai quan quân phòng ngự các nơi.
- Phía Tây Nam: Trương Minh Giảng, Nguyễn Xuân lấy quân ở Gia Định, giữ mặt An Giang. Sau có thêm Tống Phước Lương và Phạm Hữu Tâm cùng mang binh đến chi viện.
- Phía Tây Bắc: Lê Văn Thụy giữ mặt Cam Lộ, thuộc Quảng Trị.
- Phía Nghệ An: Phạm Văn Điển trấn giữ.
- Phía Trấn Ninh: Nguyễn Văn Xuân trấn giữ.

## Diễn biến

### Quân Xiêm chủ động tiến công
Khi quân của Bodin tiến vào Campuchia thì quân Việt đóng tại đó đã rút về nước để tăng cường lực lượng chống Lê Văn Khôi. Cánh quân của Bođin tiến vào Campuchia một cách khá dễ dàng. Quân Xiêm chỉ gặp một cuộc chống cự duy nhất ở trận Kampong Chhnang, nơi mà quân Campuchia đã gấp rút tổ chức để cố gắng chặn đứng quân Xiêm nhưng không được. Sau trận đánh này, vua Ang Chan đó phải rời bỏ thủ đô Phnôm Pênh (Nam Vang) chạy đến ẩn náu ở dinh Long Hồ, Vĩnh Long. Bodin cho hoàng tử Ang Em đóng ở thành Oudong, Ang Duong ở thành Nam Vang để thu phục dân chúng Chân Lạp.
Trong đợt tấn công đầu tiên, quân Xiêm làm chủ tình thế. Tháng 11, quân Xiêm chiếm được thành Nam Vang rồi chia quân làm hai đạo tiến vào Đại Nam. Cánh quân của Phraklang tràn vào Hà Tiên hầu như không gặp phải một sự kháng cự nào đáng kể. Tại mặt trận Hà Tiên, quân của Ngô Văn Loan hạ được ba tàu chiến của quân Xiêm, chặn đối phương được ít ngày nhưng thành Hà Tiên thất thủ.
PhraKlang để lại ở Hà Tiên một đội pháo nhỏ rồi theo kênh Vĩnh Tế tiến lên phía thành Châu Đốc để hội quân với Bodin từ Nam Vang theo sông Hậu tiến xuống. Tỉnh An Giang nhanh chóng thất thủ.
Quân Xiêm thừa thắng, từ Ba Nam, Chân Lạp cho chiến thuyền đổ xuống theo sông Tiền, tập trung quân, lập nhiều đồn ở hai bên bờ sông Thuận Cảng (Vàm Nao, An Giang).

### Quân Việt chống trả
Tin cấp báo về đến Huế rằng quân Xiêm đang tấn công ồ ạt vào Hà Tiên, cả triều đình lẫn vua Minh Mạng vẫn còn "bán tín bán nghi". Tuy nhiên nhà vua vẫn khẩn cấp điều động một đơn vị cấm quân cùng 500 hương dũng dùng thuyền đi vào Nam Bộ. Đồng thời, vua Minh Mạng cấp cho tỉnh An Giang 10 chiến thuyền; các tỉnh Vĩnh Long, Định Tường, Hà Tiên mỗi tỉnh 5 đến 7 chiếc; cấp cho Vĩnh Long 3000 cân thuốc súng; An Giang và Định Tường mỗi tỉnh 2000 cân, Hà Tiên 1000 cân; cấp đại bác mỗi tỉnh từ 5 đến 10 khẩu, số đạn mỗi khẩu 100 viên. Việc điều động được tiến hành một cách bí mật để nhân dân khỏi hoang mang lo sợ. Ngoài ra, vua Minh Mạng cũng lệnh cho các tỉnh An Giang, Hà Tiên, Định Tường bổ sung quân từ 200 đến 500 hương dũng nhằm chuẩn bị lực lượng để đến đóng giữ Nam Vang.
Sau đó, tại kinh đô Huế, Minh Mạng còn cấp tốc điều động 2 đại đội: thủy quân và lục quân, nhiều thuyền lớn, voi chiến, súng đạn và gần 10.000 quân được động viên từ các tỉnh đi vào Gia Định phối hợp với lực lượng tại chỗ chống lại quân Xiêm.

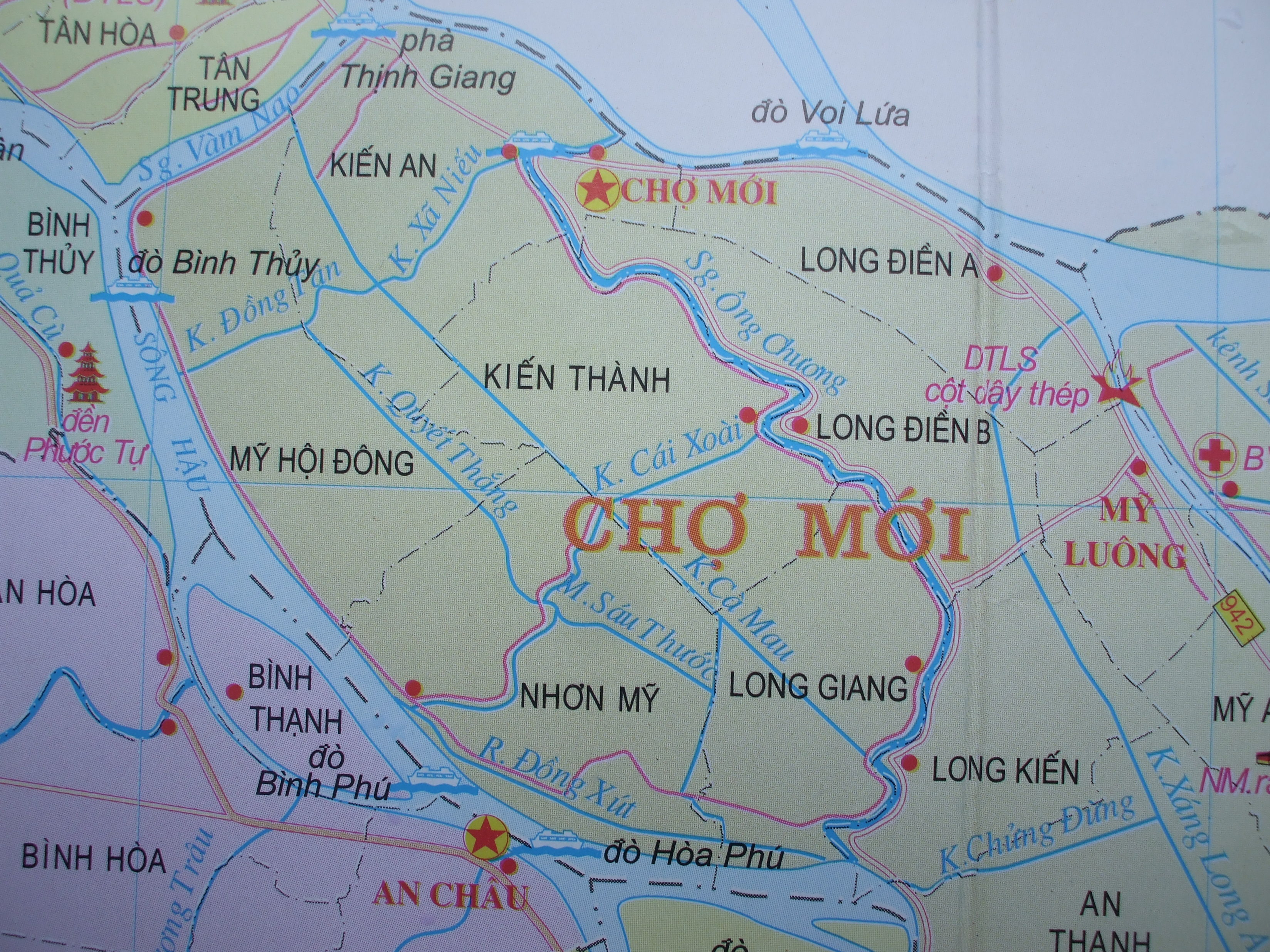
Bản đồ vị trí sông Thuận Cảng (Vàm Nao) và đồn Cổ Hỗ (nay là chợ Thủ, xã Long Điền A, huyện Chợ Mới).

Cuối tháng 12 năm 1833, quân Đại Nam do Trương Minh Giảng và Nguyễn Xuân lãnh đạo tới An Giang, giao tranh với quân Xiêm ở Thuận Cảng. Quân Đại Nam lùi về sông Cổ Hỗ để ngăn quân Xiêm. Hai bên cầm cự và giao tranh trên sông.
Cùng lúc quân Xiêm huy động nước Vạn Tượng mang hơn 1.000 quân tiến vào đất Quảng Trị. Minh Mạng cho rằng quân Xiêm chỉ hư trương thanh thế, mặt trận chính vẫn là phía nam, nên sai Vệ úy Lê Văn Thụy ra phòng giữ.
Vài ngày sau, quân Xiêm lại lấn vào Trấn Ninh ở Nghệ An. Quân Đại Nam do Nguyễn Đức Long chỉ huy lui về giữ động Giăng Màn. Quân Xiêm tiến về đóng khe Nhự Ổi rồi tiến vào bờ sông Hiển Bôn. Dân huyện Cam Cát (tức Khăm Cợt hay Khamkheuth, tỉnh Bolikhamxai) và Cam Môn báo với trấn thủ Ngàn Phố (tức Hà Tĩnh). Bố chánh Nguyễn Đình Tân và án sát Võ Đĩnh bèn mang quân ra giữ. Quân Xiêm cũng án binh không tiến.
Nhằm phân tán lực lượng quân Nguyễn, và để Xiêm dễ dàng tập trung lực lượng giành chiến thắng ở chiến trường chính Hà Tiên và Campuchia, Rama III ra lệnh cho các đơn vị quân Xiêm-Lào từ Luang Prabang và Nông Khai (tức Nong Khai, Thái Lan) tập trung ở Trấn Ninh, Xiêng Khoảng  và các vùng biên giới Việt Nam từ Nghệ An đến Quảng Trị để tấn công, quấy rối, bắt người đem về.
Quân Xiêm tăng cường quấy rối các bản mường dọc biên giới Việt Lào trong quy mô lớn và tiến hành thực hiện chánh sách di dời người Phuôn (chủ yếu ở Trấn Ninh). Điều này đó ảnh hưởng nghiêm trọng đến tình hình an ninh biên giới của Việt Nam, buộc các quan lại địa phương, có lúc cả triều đình Nguyễn phải tìm cách ứng phó giải quyết.
Theo "Đại Nam Thực Lục", cuối 12-1833 Xiêm đó cho quân xâm chiếm đất Trấn Tĩnh thuộc Nghệ An, đưa thư đòi Trấn Ninh phải nép những người dân Viêng Chăn còn lưu lại ở đó. Mặt khác, Xiêm tấn công phủ Trấn Định, xâm phạm các huyện Cam Lộ, Cam Cát, Cam Môn. Từ tháng 1 đến tháng 5 năm 1834, Xiêm tăng cường tấn công, quấy phá, bắt người ở các vùng nói trên càng quyết liệt hơn.
Tới tháng 1 năm Giáp Ngọ (1834), thủy quân Xiêm từ Thuận Cảng (tức sông Vàm Nao) tiến đánh quân Đại Nam đang đóng ở rạch Củ Hủ. Khi ấy, quân Xiêm nhân lúc nước xuống, theo bờ sông phóng hỏa đốt bè, ngăn trở thủy quân Việt rồi sấn tới đánh, Quản vệ Phạm Hữu Tâm đốc binh đánh từ giờ Dần đến giờ Tỵ, chém quân Xiêm chết nhiều.
Đề cập chiến công này, Minh Mạng chính yếu chép:
| “                     | Giặc Xiêm dẫn binh thuyền hơn trăm chiếc, từ Thuận Cảng xuôi xuống, bày ngang giữa dòng sông để chống lại thuyền của quân ta, lại đánh đồn của ta đóng bên tả ngạn. Quản vệ giữ đồn là Phạm Hữu Tâm chống đánh, chém kẻ cầm đầu của giặc là Phi Nhã Khổ Lặc. Giặc dựng trại ngang đồn, ngày đêm dùng đại bác bắn phá. Ta chờ quân chi viện, nhưng giặc ở phía thượng nguồn bèn nhân đêm tối, thừa lúc nước ròng, noi theo hai bên tả hữu bờ sông, phóng lửa đốt thuyền quân ta, rồi giặc đem quân đến đồn phía tả ngạn mà đánh từ giờ dần đến giờ Tỵ, quân giặc chết nhiều, thây chồng lên nhau. Giặc liền lui... | ” |
| — Minh Mạng chính yếu | |   |

Đại Nam Thực Lục thì chép:
Trước kia bọn Giảng từ Thuận Cảng lui đóng ở sông Cổ Hỗ, đặt đồn ở hai bên bờ làm thế ỷ giốc. Sau đó vài ngày, Tướng quân Tống Phước Lương lại đến. Giặc Xiêm dẫn hơn 100 binh thuyền từ Thuận Cảng xuống, dàn ngang giữa dòng sông, cầm cự chu sư của ta, lại vây đánh đồn ở bờ bên tả. Quản vệ giữ đồn là Phạm Hữu Tâm cự chiến, chém được tên đại đầu mục giặc là Phi Nhã Khổ Lạc và hơn 20 đầu giặc. Giặc dựng trại đối diện với lũy ta, ngày đêm bắn đại bác. Quân ta có người bị thương và chết. Bọn Giảng cho rằng thế giặc đương dữ tợn hung hăng, bèn phi tư cho quân thứ Gia Định phái thêm binh thuyền đến tiếp ứng. Bấy giờ vừa gặp Tham tán Hồ Văn Khuê đến quân thứ. Trần Văn Năng liền bàn, uỷ [Văn Khuê] đi giúp việc quân. Lại phái Phó vệ úy vệ Hậu thủy Nguyễn Tiến Khoan đem hơn 300 binh dõng và 7 chiếc thuyền, đồng thời cùng tiến. Rồi đem việc tâu lên.

### Quân Việt phản công
Quân các tỉnh phía Đông Campuchia dưới sự chỉ huy của viên quan Campuchia là Chakrey Long và Yumreach Hu nhanh chóng tổ chức lực lượng, trang bị vũ khí đánh tan được một đội quân Xiêm ở tỉnh Prey Veng. Nhờ thắng lợi này quân Campuchia nhiều nơi khác cùng phối hợp với quân Việt đánh các đội quân khác của Xiêm. Lúc này Bodin rất khó khăn vì đội tàu đánh trong sông của ông đang bị tổn hại nặng trong trận thủy chiến, tinh thần quân Xiêm hết sức hoang mang. Nhất là khi các cánh quân thủy, bộ của triều đình Huế đến nơi, làm cho tinh thần quân Xiêm càng thêm nao núng.

Quân Xiêm sau đó từ Thuận Cảng lui quân rút lên Châu Đốc, quân Đại Nam thừa thế ngược sông Tiền, sông Hậu tiến lên. Đại Nam Thực Lục chép:
Giặc Xiêm lui về đồn Châu Đốc. Trước đây, quân giặc đánh nhau với quân ta ở Tiền Giang, bị thua luôn, định rút lui, bèn ngầm đem 1 cánh quân Đà Đạo (thuộc địa giới Định Tường) ở bên hữu sông, chực đánh úp đồn hữu ngạn, nhưng biết ta đã phòng bị trước, nên cuối cùng mưu không thành, bèn dốc hết quân hướng về đồn tả ngạn, hò la bắn súng, làm ra dáng định cướp trại: từ sáng sớm đến canh tư mới im tiếng súng. Khi quan quân biết thì giặc Xiêm đã lìa trại, bỏ xác chết mà đi rồi. Tham tán Nguyễn Xuân liền đem vài chục binh thuyền riêng đi đến địa phận thủ sở Tân Châu ở thượng du để ngăn chặn. Bọn Tham tán Trương Binh Giảng, Hồ Văn Khuê và Tán tương Trương Phước Đĩnh đồng thời đốc thúc, đại đội binh thuyền do Thuận Cảng qua Hậu Giang, đuổi theo đến sông Châu Đốc, thì giặc đóng đồn ở bờ sông chống cự lại. Bọn Giảng sai Phạm Hữu Tâm và Thái Công Triều tiến đánh. Triều, một mình đi thuyền Cự Hải sấn lên trước. Giặc dùng súng lớn, súng nhỏ bắn loạn xạ. Quân ta nhiều người thương vong. Triều cũng bị thương. Ta bèn chia quân đóng giữ trên bờ và dàn chu sư ở trong sông, tùy cơ đánh dẹp. Rồi làm sớ tâu lên.
Về phía quân Xiêm, tại Châu Đốc, Bođin và Phraklang khi bàn bạc kế hoạch tấn công Gia Định, Phraklang cho rằng cơ hội chiến thắng tương đối nhỏ và tinh thần binh lính lúc đó đã suy sụp, lương thực và đạn dược đã bị cạn kiệt, nên ông đề nghị tổ chức một cuộc rút quân bí mật. Mặc dầu Bođin không đồng ý, song Phraklang vẫn bí mật cho quân thủy rút khỏi Châu Đốc. Vì vậy, số quân Xiêm còn lại ở Việt Nam chỉ khoảng 10.000 quân bộ đang trong tình trạng hoang mang, lo lắng và bị quân Nguyễn bao vây. Trong tình cảnh đó, Bođin đã hạ lệnh cho quân Xiêm bí mật rút lui sau khi phóng lửa đốt hết kho tàng, nhà cửa... Khi quân Nguyễn vào chỉ thu được 8 cỗ súng hồng y và 90 phương muối, còn tiền bạc, thúc gạo đó bị đốt cháy gần hết.
Đạo quân của Bodin rút về Campuchia theo đường bộ, vượt qua Prey Kabbas để đi về Battambang. Preah Ang Kêv Ma được lệnh rút chạy trước về Phnôm Pênh và U Đông để báo cho Ang Im và Ang Đuông về tình hình của quân Xiêm để hai anh em Ang Im và Ang Đuông tìm cách rút lui về Xiêm . Còn thủy quân của Phraklang rời bỏ Hà Tiên theo đường biển để về Xiêm.
Thừa thắng, quân Việt thu phục thành Châu Đốc, tiến công lấy lại thành Hà Tiên rồi cùng lực lượng quân Chân Lạp tiến đánh chiếm lại thành Nam Vang. Trương Minh Giảng và Nguyễn Xuân lại tiếp tục truy đuổi. Sau khi quan quân Việt thắng liền mấy trận, chém tướng bắt binh, thu được nhiều khí giới, lấy lại thành Phú Túc (Pursat), liền cho người Chân Lạp đóng giữ các nơi hiểm yếu. Minh Mạng gửi thư khích lệ phong chức cho các tướng người Chân Lạp.
Quân Nguyễn tiếp tục truy kích quân Xiêm đến tận biên giới Campuchia-Xiêm, đồng thời đưa Ang Chan trở lại ngôi vua. Cho đến đầu tháng 3-1834 tướng Xiêm Bođin mới trở về được Battambang với khoảng 3.000 tàn quân, sau khi đã bị thiệt hại nặng nề. Toán quân này được chia làm bốn nơi đóng giữ Battambang mà không trở về Xiêm. Em của vua Rama III là Thôn-kha-long-danh-hoà từ Băng Cốc đem 2.000 quân đến đóng ở Bồn Khương hỗ trợ, truyền hịch giục Bođin về. Bodin không chịu về, lấy lý do rằng "quyết lấy cho được Chân Lạp, thề chẳng về nước Xiêm" . Theo sử liệu triều Nguyễn thì cho rằng: Bođin không chịu về chẳng qua ông ta "sợ bại trận trở về chẳng được người nước (Xiêm) đếm xỉa đến nữa".
Trong khi đó tại mặt trận Quảng Trị, Vệ úy ở Cam Lộ của Đại Nam là Lê Văn Thụy ra quân đánh quân Xiêm ở Thú Kê giành thắng lợi. Lê Văn Thụy đánh tiếp đồn Tầm Bồn, Mang Bổng. Quân Xiêm bỏ đồn chạy về. Quân Xiêm chưa ngưng chiến, lại mang 5.000 quân đánh đồn Công Nhạc thuộc châu Mang Bổng và đạo Cam Lộ. Lê Văn Thụy lại ra quân đánh lui địch, bắt được tướng Xiêm là Mạc Sát Khôn La Mân và tướng Khiếu, thu được nhiều súng. Tháng 2 năm 1834, quân Xiêm lại đánh vào châu Ba Lan ở Cam Lộ nhưng cũng bị Lê Văn Thụy, Phạm Phi, Nguyễn Cửu Đức...đánh lui.
Tại Trấn Ninh, Nghệ An, Phạm Văn Điển được lệnh ra chi viện cho Nguyễn Đức Long, Lê Thuận Tĩnh. Tháng 2 năm 1834, Lê Thuận Tĩnh đụng độ quân Xiêm ở động Giăng Màn bị bại trận, tướng Phan Văn Sĩ tử trận. Quân Đại Nam phải lui về giữ ở Trú Cẩm. Minh Mạng lại cử Nguyễn Văn Xuân ra chi viện đánh lui quân Xiêm.

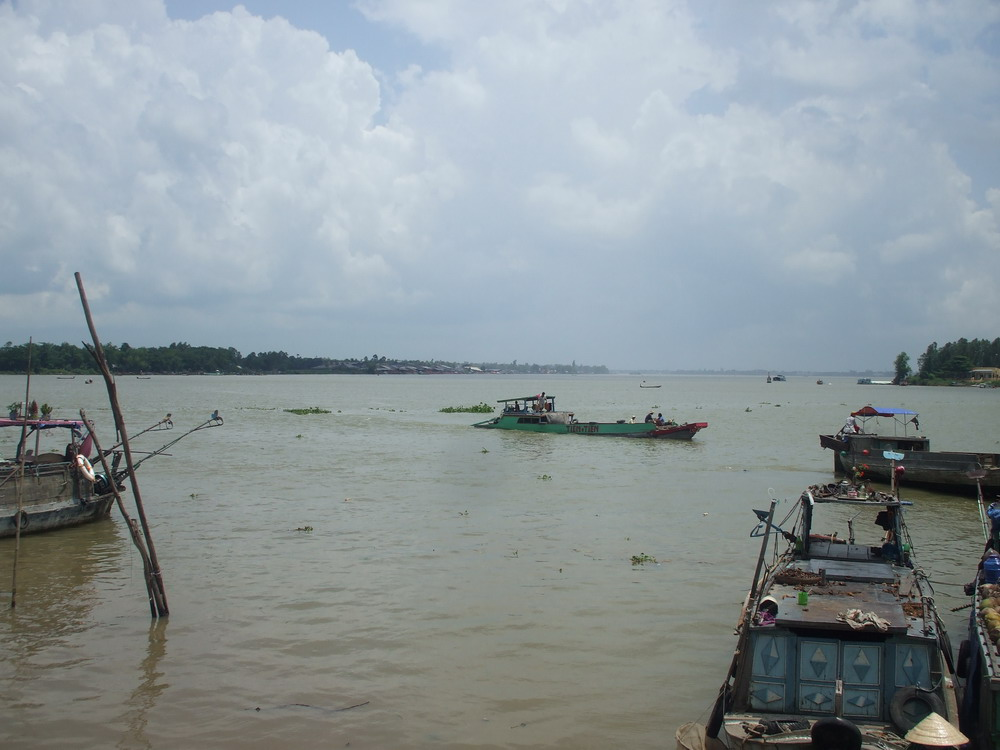
Một đoạn sông Vàm Nao, nơi xảy ra trận thủy chiến.

Đánh giá trận thủy chiến chính trong cuộc đối đầu này, nhà văn Sơn Nam viết:
| “         | Trận thủy chiến trên Vàm Nao là trận ác chiến, mang tầm chiến lược quan trọng. Quân Xiêm dùng hỏa công, thả bè lửa, theo nước ròng (thủy triều rút ra biển) chảy xiết để đốt chiến thuyền quân Việt. Trận chiến kéo dài từ khoảng 3 giờ khuya đến 10 giờ trưa mới dứt. Nếu quân Việt không ngăn được, quân Xiêm sẽ xuống Sa Đéc rồi Rạch Gầm, Mỹ Tho... | ” |
| — Sơn Nam | |   |

## Kết quả
Quân Xiêm sang đánh (lần hai) từ tháng 1 năm Giáp Ngọ (1834), đến tháng 5 năm ấy, thì quân nhà Nguyễn đã bình xong cả mọi nơi. Vua Minh Mạng mừng rỡ, ban thưởng cho các tướng sĩ và bố cáo ra cho mọi nơi đều biết.
Quân Xiêm rút lui, quân nổi dậy của Lê Văn Khôi ở thành Phiên An cũng không còn lực lượng hỗ trợ, chỉ có thể cố thủ trong thành cho tới khi thành bị hạ vào tháng 9 năm 1835.
Khi rút chạy, PhraKlang cướp thuyền biển và mang theo 2.000 người Việt, phần lớn theo đạo Thiên Chúa (ít nhiều có liên hệ với cuộc nổi dậy Lê Văn Khôi) đưa về sống ở ngoại thành Băng Cốc. Về sau Xiêm sử dụng số người này để phá rối vùng biên giới Việt Nam-Campuchia. Trước khi rời bỏ Phnôm Pênh, quân Xiêm đốt cháy và phá huỷ dinh thự của vua Ang Chan, đồng thời tranh thủ thời cơ, lợi dụng tình thế khi rút lui để bắt dân Khmer sống dọc bờ sông Tonle Sap và một vài nơi khác đưa về Xiêm .
Cuộc tấn công bất ngờ của Xiêm gây ảnh hưởng nghiêm trọng đến bang giao hai nước. Hai nước cắt đứt quan hệ, bắt đầu một thời kỳ căng thẳng, xung đột và chiến tranh trên đất Campuchia kéo dài hơn 10 năm (từ cuối năm 1833 cho đến đầu năm 1847). Thắng lợi của cuộc chiến này đem lại cơ hội cho Đại Nam dưới thời vua Minh Mạng, được quyền bảo hộ phần lớn đất đai của Cao Miên như trước. Sau chiến thắng này, Minh Mạng quyết định nhập toàn bộ vùng đất Cao Miên nằm trong quyền bảo hộ của Đại Nam vào lãnh thổ Đại Nam và đổi tên là Trấn Tây thành, khi Ang Chan II mất, mà không có con trai nối dõi.

Vùng đất Cao Miên do Đại Nam bảo hộ (tô màu hồng). Phần gạch chéo là phần nhà Nguyễn thực sự kiểm soát.

Năm Minh Mạng thứ 16 (1836), Trương Minh Giảng đã dâng biểu xin được vua Minh Mạng chia Cao Miên thành 33 phủ là: Nam Vang, Kỳ Tô (Thời Thâu), Tầm Đôn (Tầm Giun), Tuy Lạp (Xui Rạp), Ba Nam (Ba Cầu Nam), Ba Lại (Ba Lầy), Bình Tiêm (Bông Xiêm), Kha Bát (Lợi Ỷ Bát), Lư Viên, Hải Đông (Bông Xui), Hải Tây (Phủ Lật), Kim Trường, Thâu Trung (phủ Trung), Ca Âu (Ca Khu), Vọng Vân, Trung Hà, Trưng Lai (Trưng Lệ), Sơn Phủ, Sơn Bốc, Tầm Vu (Mạt Tầm Vu), Khai Biên, Kha Lâm (Ca Rừng), Ca Thê, Lạp Cẩm, Bài Lô, Việt Long, Tôn Quảng, Biên Hóa, Di Chấn Tài, Ý Dĩ (Phủ Phủ), Chân Thành (Châu Chiêm) (sau thuộc huyện Hà Dương An Giang), Mật Luật (sau thuộc huyện Tây Xuyên An Giang), Ô Môn (sau thuộc huyện Phong Phú An Giang), và 2 man là Cân Chế và Cân Dò, rồi cử quan cai trị. Phế bỏ tước hiệu quan chức bản địa của Cao Miên, áp dụng quan chế nhà Nguyễn: cử Lê Đại Cương (sau được thay bằng Dương Văn Phong) làm Tham tán đại thần, cắt đặt các chức hiệp tán, đề đốc, lãnh binh, lang trung, viên ngoại lang, giáo thụ huấn đạo,... Dùng người Cao Miên làm bia tập bắn cho quân sĩ Việt. Lòng dân Cao Miên không phục, nhưng Trương Minh Giảng vẫn tâu về triều là họ tín phục.

## Nhận định về việc cai trị của Đại Nam ở Cao Miên thời Minh Mạng
Phê phán việc quan lại Việt sang Chân Lạp làm nhiều điều trái lẽ, sử gia Trần Trọng Kim viết: 
Ấy cũng là vì người mình (người Việt) không biết bênh vực kẻ hèn yếu, chỉ đem lòng tham tàn mà ức hiếp người ta (Chân Lạp), cho nên thành ra hao tổn binh lương, nhọc mệt tướng sĩ, mà lại phải sự bại hoại, thật là thiệt hại cho nước mình.
Sử gia Phạm Văn Sơn nhận định:
Tiếc rằng sau chiến thắng 1834, do không biết lựa chọn cán bộ hay không có cán bộ đứng đắn, liêm chính nên Việt Nam bị đánh bật ra khỏi Trấn Tây thành phải coi là một sự xấu hổ cho triều đình thuở ấy. Và việc này đã chứng minh rõ rằng đường lối chính trị của vua Minh Mạng quá dở và đám quan lại của triều đình thật là bất tài vô hạnh. Vì họ mà nhà nước phải hao tổn biết bao nhiêu binh tướng, tài sản và tính mạng của nhân dân... 